# Pedro Tadeu
Pedro Tadeu (Lisboa, 1963) é, desde 1983, um jornalista português. 
É subdirector do Diário de Notícias e director da agência Global Imagens. Foi director do jornal 24 Horas desde  Fevereiro de 2003. Deixou o cargo em Agosto de 2009, como noticiou o jornal Público.
Pedro Tadeu dirige desde Fevereiro de 2010 uma unidade na Controlinveste Media, que é uma agência de imagens, chamada Global Imagens. A agência reuniu numa única empresa as secções de fotografia dos jornais Diário de Notícias, Jornal de Notícias, 24horas, o Jogo, Notícias Magazine, Volta ao Mundo e Evasões. Fornece fotografias e vídeos para as publicações da Controlinveste e para outros órgãos de informação, como forma de cortar custos e criar novas receitas para aquele grupo de comunicação social.
Em setembro de 2010 Tadeu passou a acumular esta direcção com o cargo de sub-director do Diário de Notícias ocupando-se dos conteúdos multimédia e de internet desse jornal diário. Desde Outubro de 2011 passou a acumular os cargos anteriores com a direção e edição do suplemento cultural do DN, Quociente de Inteligência, que concebeu.
Colaborador das secções de cultura e espectáculos dos jornais Europeu, Se7e, Diário de Lisboa (1984/1992). 
Jornalista do Avante de 1987 a 1996. 
Em 2021, vence o Prémio Autores na categoria de melhor programa de rádio com "Radicais Livres" (em conjunto com Rui Pêgo e Jaime Nogueira Pinto), da Antena 1.

## Ligações externos
- Pagina oficial da Global Imagens